# Generalni direktor Mednarodnega vojaškega štaba
Generalni direktor Mednarodnega vojaškega štaba (uradno angleško Director General of the International Military Staff; tudi le Director of the International Military Staff kratica: DIMS) je vodja Mednarodnega vojaškega štaba (International Military Staff; IMS), ki deluje v okviru Vojaškega odbora (Military committee; MC) zveza NATO. DIMS je trozvezdni zastavni častnik, katerega izberejo člani Vojaškega odbora med kandidati, katere predlagajo države članice.
V svoji vlogi generalni direktor nadzira in vodi delo dvanajstih zastavnih časnikov, ki vodijo sekcije oz. pisarne znotraj IMS. Trenutni generalni direktor je Jürgen Bornemann, generalporočnik nemške kopenske vojske; položaj je zasedel leta 2010.

## Seznam generalnih direktorjev
- viceadmiral Paul Haddacks: 2001 - 2004[4]
- viceadmiral Fernando Del Pozo: 2004 - 2007[5]
- generalporočnik P.J.M. Godderij: 2007 - 2010[6]
- generalporočnik Jürgen Bornemann: 2010 - danes[7]